# Liste der Gouverneure von Rajasthan
Die folgende Tabelle listet die Gouverneure von Rajasthan mit jeweiliger Amtszeit auf. Am 1. November 1956 wurde der Bundesstaat durch den States Reorganisation Act in den heutigen Grenzen mit einem Gouverneur geschaffen. Das Gebiet Rajasthans bestand ab 1948 aus Gebieten der Rajputana Agency als Zusammenschluss der rajputischen Fürstenstaaten und stand zunächst kurzzeitig unter Führung des Maharao Bhim Singh II. (1909–1991) von Kota als „Rajpramukh“ und danach von April 1948 bis Juli 1955 des Maharana Bhopal Singh (1884–1955) von Udaipur als „Maharajpramukh“, der im Amt starb, und des Maharaja Sawai Man Singh II. (1912–1970) von Jaipur als „Rajpramukh“.
| #  | Name                                   | Amtsantritt        | Ende der Amtszeit  |
| 1  | Gurmukh Nihal Singh (1895–1969)        | 1. November 1956   | 15. April 1962     |
| 2  | Sampurnanand (1891–1969)               | 16. April 1962     | 15. April 1967     |
| 3  | Hukam Singh (1895–1983)                | 16. April 1967     | 19. November 1970  |
| 4  | Jagat Narayan                          | 20. November 1970  | 23. Dezember 1970  |
| 5  | Hukam Singh (1895–1983)                | 24. Dezember 1970  | 30. Juni 1972      |
| 6  | Jogendra Singh (1903–1979)             | 1. Juli 1972       | 14. Februar 1977   |
| 7  | Ved Pal Tyagi (1915–1979)              | 15. Februar 1977   | 11. Mai 1977       |
| 8  | Raghukul Tilak (1900–1989)             | 12. Mai 1977       | 7. August 1981     |
| 9  | Kalyan Dutta Sharma (1931–2010)        | 8. August 1981     | 5. März 1982       |
| 10 | Om Prakash Mehra (1919–2015)           | 6. März 1982       | 4. Januar 1985     |
| 11 | Pradyot Kumar Banerjee (* 1923)        | 5. Januar 1985     | 31. Januar 1985    |
| 12 | Om Prakash Mehra (1919–2015)           | 1. Februar 1985    | 3. November 1985   |
| 13 | Dwarka Prasad Gupta (1926–1993)        | 4. November 1985   | 19. November 1985  |
| 14 | Vasantrao Patil (1917–1989)            | 20. November 1985  | 14. Oktober 1987   |
| 15 | Jagdish Sharan Verma (1933–2013)       | 15. Oktober 1987   | 19. Februar 1988   |
| 16 | Sukhdev Prasad (1921–1995)             | 20. Februar 1988   | 2. Februar 1989    |
| 17 | Jagdish Sharan Verma (1933–2013)       | 3. Februar 1989    | 19. Februar 1989   |
| 18 | Sukhdev Prasad (1921–1995)             | 20. Februar 1989   | 2. Februar 1990    |
| 19 | Milap Chand Jain (1929–2015)           | 3. Februar 1990    | 13. Februar 1990   |
| 20 | Debi Prasad Chattopadhyaya (1933–2022) | 14. Februar 1990   | 25. August 1991    |
| 21 | Sarup Singh (1917–2003)                | 26. August 1991    | 4. Februar 1992    |
| 22 | M. Chenna Reddy (1919–1996)            | 5. Februar 1992    | 30. Mai 1993       |
| 23 | Dhanik Lal Mandal (1932–2022)          | 31. Mai 1993       | 29. Juni 1993      |
| 24 | Bali Ram Bhagat (1922–2011)            | 30. Juni 1993      | 30. April 1998     |
| 25 | Darbara Singh (1927–1998)              | 1. Mai 1998        | 24. Mai 1998       |
| 26 | Navrang Lal Tibrewal (* 1937)          | 25. Mai 1998       | 15. Januar 1999    |
| 27 | Anshuman Singh (1935–2021)             | 16. Januar 1999    | 13. Mai 2003       |
| 28 | Nirmal Chandra Jain (1928–2003)        | 14. Mai 2003       | 22. September 2003 |
| 29 | Kailashpati Mishra (1926–2012)         | 23. September 2003 | 13. Januar 2004    |
| 30 | Madan Lal Khurana (1936–2018)          | 14. Januar 2004    | 31. Oktober 2004   |
| 31 | T. V. Rajeswar (1926–2018)             | 1. November 2004   | 7. November 2004   |
| 32 | Pratibha Patil (* 1934)                | 8. November 2004   | 22. Juli 2007      |
| 33 | Akhlaqur Rahman Kidwai (1920–2016)     | 23. Juli 2007      | 5. September 2007  |
| 34 | Shailendra Kumar Singh (1932–2009)     | 6. September 2007  | 1. Dezember 2009   |
| 35 | Prabha Rau (1935–2010)                 | 3. Dezember 2009   | 26. April 2010     |
| 36 | Shivraj Patil (* 1935)                 | 28. April 2010     | 11. Mai 2012       |
| 37 | Margaret Alva (* 1942)                 | 12. Mai 2012       | 7. August 2014     |
| 38 | Ram Naik (* 1934)                      | 8. August 2014     | 3. September 2014  |
| 39 | Kalyan Singh (1932–2021)               | 4. September 2014  | 8. September 2019  |
| 40 | Kalraj Mishra (* 1941)                 | 9. September 2019  | 31. Juli 2024      |
| 41 | Haribhau Bagde (* 1945)                | 31. Juli 2024      | im Amt             |